# Michel Ghislain Stapleaux

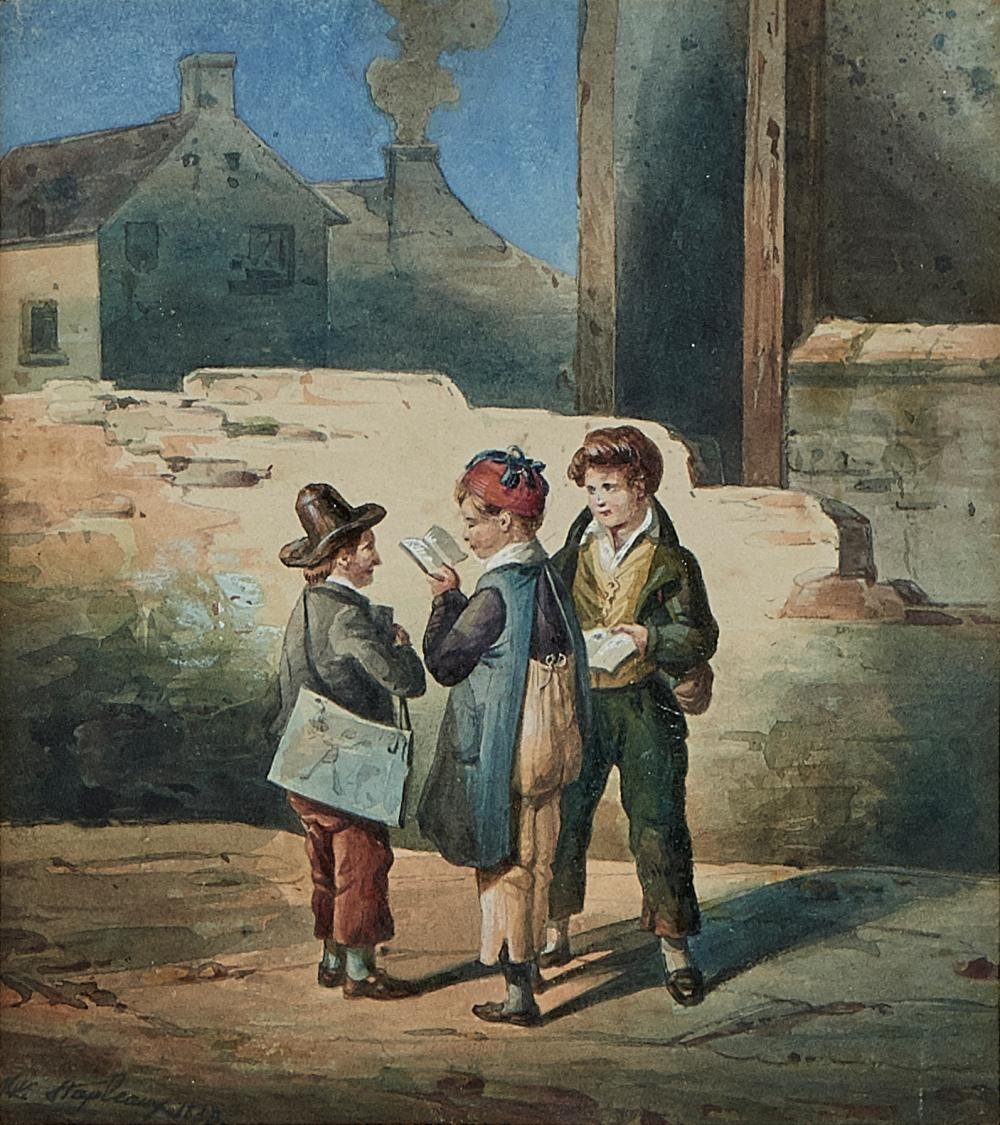
Straßenkinder

Michel Ghislain Stapleaux (* 26. Juni 1799 in Brüssel; † 28. Oktober 1881 in Gien) war ein belgischer Porträt-, Genre- und Historienmaler.
Stapleaux wurde Schüler von Jacques-Louis David, der 1816 in Belgien Asyl fand, und blieb bei ihm als Assistent bis zu seinem Tode 1825.
Er erhielt 1822 zwei Goldmedaillen beim Brüsseler Malwettbewerb und 1823 in Antwerpen. 1825 malte er die Kinder von Jérôme Bonaparte.
Die Jahre von 1834 bis 1835 verbrachte er in Florenz, wo er Meisterwerke aus Uffizien kopierte.
1835 kam er nach Stuttgart, wurde vom König Wilhelm I. (Württemberg) zum Hofmaler ernannt und war dort bis 1839 tätig. 1839 erhielt er die Württembergische Verdienstmedaille.
1841 übernahm er den Lehrstuhl von Constantinus Fidelio Coene an der Académie royale des Beaux-Arts de Bruxelles, trat aber im Juli 1842 zurück.
1855 ließ er sich in Paris nieder und blieb in Frankreich lebenslang.